# Anton Palzer
Anton Palzer (Berchtesgaden, 11 marzo 1993) è un ciclista su strada tedesco che corre per la Red Bull-Bora-Hansgrohe. È professionista dal 2021.

## Carriera
Sin da giovane ha praticato sport a livello agonistico; in età adolescenziale praticava sia scialpinismo, sia corsa in montagna. A 16 anni, nel 2009, diventa campione nazionale tedesco di scialpinismo. L'anno successivo partecipa ai Campionati mondiali di sci alpinismo ad Andorra. Nel 2015, ai Campionati mondiali di sci alpinismo, a Verbier, vince la medaglia d'argento nella prova di Vertical Race. Ad inizio 2021 viene contattato da Ralph Denk, team manager della squadra tedesca Bora-Hansgrohe, per un training formativo; durante uno di questi allenamenti, insieme ad altri corridori della Bora, subisce un incidente, nel quale riporta solo lievi ferite, a differenza di altri compagni. Palzer dimostra di avere ottime potenzialità, tanto che ad aprile, passa professionista, correndo il Tour of the Alps.

## Piazzamenti

### Grandi Giri
- Giro d'Italia

2023: 51º
- Vuelta a España

2021: 102º